# Моё имя Клоун
«Моё имя Клоун» (хинди मेरा नाम जोकर, Mera Naam Joker) — индийский фильм режиссёра Раджа Капура 1970 года, в котором состоялся дебют актёра Риши Капура. Вышел в прокат в СССР в ноябре 1972 года, поделённый на три части. «Моё имя клоун» не имел успеха в прокате, однако по прошествии времени был высоко оценен критиками и получил несколько наград в различных номинациях Filmfare Awards и Национальной кинопремии.

## Сюжет
Предчувствуя близкую смерть, клоун Раджу даёт последнее представление. Он приглашает на спектакль всех, кто ему был дорог, в том числе трёх женщин, которых он любил на разных этапах своей жизни.
Одна из них — его школьная учительница Мэри — была его первой любовью. Но Мэри была старше своего ученика и уже помолвлена с другим.
Вторая — Марина, циркачка из СССР, выступавшая с гастролями в цирке Раджа. Несмотря на языковой барьер, их любовь стала взаимной. Но когда гастроли кончились, Марина вынуждена была вернуться на родину.
Последнюю девушку — сироту Мину, мечтающую стать актрисой — Радж встретил, уже покинув цирк. Вместе они стали давать сначала цирковые, а затем театральные представления. Но когда Мине предложили роль в кино, она оставила своего партнёра ради славы.

## В ролях
- Радж Капур — Ранбир Радж / «Раджу»
- Риши Капур — Раджу в юности
- Ачала Сачдев — мать Раджа
- Сими Гаревал[англ.] — Мэри, учительница Раджа
- Манодж Кумар[англ.] — Дэвид
- Дара Сингх[англ.] — Шер Сингх
- Дхармендра (в советских титрах указан как Дхармендер) — Махендра Сингх, хозяин цирка
- Ксения Рябинкина — Марина, циркачка из СССР
- Эдуард Середа — клоун из СССР
- Падмини — Мина
- Раджендра Кумар[англ.] — Махендер Кумар

## Производство
Съёмки фильма начались в 1963 году и длились шесть лет.
Хема Малини в интервью журналу Filmfare от 29 марта 1968 года рассказала, что подписала контракт на съемки в «Моё имя Клоун». По каким причинам Хема вышла из проекта, остаётся неизвестным.
На роль цирковой акробатки и второй возлюбленной главного героя изначально планировалось пригласить Шармилу Тагор, но позже предпочтение было отдано русской балерине Ксении Рябинкиной.

## Музыка
Песня «Kaate Na Kaate Raina» была написана для фильма «Амрапали», однако, услышав её, Капур настоял на том, чтобы использовать её в своём фильме.
| №  | Название                      | Текст песни     | Исполнитель             | Длительность |
| -- | ----------------------------- | --------------- | ----------------------- | ------------ |
| 1. | «Ang Lag Ja Balma»            | Шайлендра       | Аша Бхосле              | 4:40         |
| 2. | «Kaate Na Kaate Raina»        | Шайлендра       | Манна Дей, Аша Бхосле   | 11:14        |
| 3. | «Teetar Ke Do Aage Teetar»    | Хасрат Джайпури | Мукеш, Аша Бхосле, Сими | 3:48         |
| 4. | «Jane Kahan Gaye Woh Din»     | Хасрат Джайпури | Мукеш                   | 6:11         |
| 5. | «Jeena Yahan Marna Yahan»     | Шайлендра       | Мукеш                   | 6:34         |
| 6. | «Ae Bhai Zara Dekh Ke Chalo»  | Нирадж          | Манна Дей               | 6:07         |
| 7. | «Daagh Na Lag Jaye»           | Хасрат Джайпури | Мукеш, Аша Бхосле       | 4:51         |
| 8. | «Kehta Hai Joker Sara Zamana» | Нирадж          | Мукеш                   | 5:28         |
| 9. | «Sadke Heer Tujh Pe»          | прем Дхаван     | Мохаммед Рафи           | 4:21         |

«Моё имя Клоун» — единственный фильм Раджа Капура, в котором нет песен в исполнении Латы Мангешкар. После выхода «Сангама» режиссёр поссорился с певицей, и она отказалась исполнять песни для фильмов его киностудии. Однако вскоре они помирились, и, начиная с фильма «Бобби», Лата работала над музыкальными номерами всех последующих фильмов Капура. Радж считал Мангешкар своим счастливым талисманом, а отсутствие её голоса в «Моё имя Клоун» — причиной его провала.

## Релиз
Хотя в 1970-х годах индийская цензура не допускала поцелуи в кино, для Раджа Капура и Ксении Рябинкиной было сделано исключение.
Поскольку полная версия фильма длилась пять часов, и режиссёру пришлось вырезать часть отснятого материала, чтобы выпустить его в прокат. Однако даже после этого во время показа пришлось делать 2 интервала.
После провала фильма Радж Капур, вложивший в него почти все свои деньги, оказался на грани банкротства.
Фильм был дублирован и выпущен в широкий прокат в СССР, где демонстрировался в трёхсерийном варианте. Первую серию посмотрели 29 млн. человек, вторую — 22,6 млн., третью — 21,5 млн. зрителей.

## Отзывы критиков
Тед Шен из Chicago Reader называет «Моё имя клоун» автобиографичным и глубоко личным фильмом. Однако, по его мнению, именно идеи гуманизма Раджа Капура привели к его провалу в Индии. Фильм «выезжает» благодаря энтузиазму главного героя и хорошо поставленным музыкальным номерам. В то же время актрисы на главные роли, по его словам, были выбраны скорее за симпатичную внешность, чем за талант.

## Награды
На Filmfare Awards фильм был представлен в 7 номинациях, и выиграл 5 из них:
- Лучший фильм
- Лучший режиссёр — Радж Капур (Выиграна)
- Лучший мужской закадровый вокал — Манна Дей — Ey Bhai Zara Dekh Ke Chalo (Выиграна)
- Лучшая музыка к песне — Шанкар-Джайкишан[англ.] (Выиграна)
- Лучшие слова к песне — Нирадж[англ.] — Ey Bhai Zara Dekh Ke Chalo
- Лучшая операторская работа (цветное кино) — Радху Кармакар[англ.] (Выиграна)
- Лучший звук — Аллаудин Хан Куреши (Выиграна)

Фильм также был удостоен наград в трех номинациях Национальной кинопремии:
- Лучший мужской закадровый вокал — Манна Дей — Ey Bhai Zara Dekh Ke Chalo
- Лучшая детская роль — Риши Капур[10]
- Лучшая операторская работа (цветное кино) — Радху Кармакар